# Championnat du Maroc de football 1959-1960
Navigation
Édition précédente Édition suivante
Le Championnat du Maroc de football 1959-1960 représente la 45e édition du Championnat du Maroc de football.
Elle a vu le sacre du KAC de Kénitra pour la toute première fois de son histoire, après avoir battu l'ASFAR en finale.

## Histoire
Au terme de championnat, le classement final a vu le trio du KAC de Kénitra, le Raja de Casablanca et les FAR de Rabat terminent ex-æquo en termes de points, 54 chacun.
Pour départager le trio de tête, la Fédération royale marocaine de football a pratiqué donc la loi de ce cas dont elle a décidé d'organiser un tournoi triangulaire, l'équipe de la RCA a décidée de quitté la compétition. Le match de la rencontre finale de départage oppose finalement les FAR de Rabat et le KAC de Kénitra, et voit ce dernier s'imposer sur le score de 3-1 en remportent le premier titre de champion du Maroc de son histoire.
L'autre fait marquant de cette saison est l'abandon du Hassania d'Agadir de la compétition à cause du tragique tremblement de terre de 1960 d'une magnitude de 5,7 sur l'échelle de Richter qui frappa la ville d'Agadir le 29 février 1960 à 23h40. Pour cause, la ville fut en très grande partie endommagée voir détruite. Les victimes furent nombreuses. Le club se voit alors attribué le titre de champion d'honneur.

## Classement final
Le classement est basé sur le même barème de points que durant l'époque d'Empire chérifien, c'est-à-dire qu'une victoire vaut trois points, un match nul deux points et défaite à un point. Le club du Hassania d'Agadir ne figure pas dans ce classement après son forfait à la suite du séisme d'Agadir qui a fait de nombreuses victimes dans la ville.
| Rang | Équipe         | Pts | J  | G  | N  | P  | Bp | Bc | Diff |
| ---- | -------------- | --- | -- | -- | -- | -- | -- | -- | ---- |
| 1    | Kénitra AC SdM | 54  | 24 | 11 | 8  | 5  | 37 | 21 | +16  |
| 2    | FAR de Rabat P | 54  | 24 | 11 | 8  | 5  | 34 | 18 | +16  |
| 3    | Raja CA        | 54  | 24 | 11 | 8  | 5  | 32 | 14 | +18  |
| 4    | Wydad AC V     | 53  | 24 | 10 | 9  | 5  | 28 | 20 | +8   |
| 5    | Fath US        | 49  | 24 | 7  | 11 | 6  | 24 | 25 | -1   |
| 6    | MC Oujda CdT   | 48  | 24 | 7  | 10 | 7  | 33 | 32 | +1   |
| 7    | Maghreb AS     | 47  | 24 | 11 | 5  | 10 | 30 | 29 | +1   |
| 8    | Racing AC      | 47  | 24 | 10 | 9  | 11 | 31 | 33 | -2   |
| 9    | KAC Marrakech  | 47  | 24 | 7  | 9  | 7  | 30 | 35 | -5   |
| 10   | CJ Larache P   | 46  | 24 | 7  | 9  | 7  | 28 | 35 | -7   |
| 11   | Étoile JSC T   | 45  | 24 | 7  | 7  | 10 | 30 | 34 | -4   |
| 12   | CS Marocain ↓  | 43  | 24 | 7  | 5  | 12 | 23 | 34 | -11  |
| 13   | DH Mazagan ↓   | 37  | 24 | 9  | 2  | 9  | 24 | 54 | -30  |

- Champion
- Vice-champion
- Relégué en Championnat du Maroc de football D2

- Abréviations

T : Tenant du titre 

V : Vice-champion 1958-1959 

P : Promus de Championnat du Maroc de football D2  1958-1959 

CdT : Vainqueur de la Coupe du Trône de football 1959-1960 

SdM : Vainqueur de la Supercoupe du Maroc

## Rencontres
| Résultats (▼dom., ►ext.)                                   | KAC | FAR | RCA | WAC | FUS | MCO | MAS | RAC | KACM | LAR | EJSC | SM  | DHJ | HUSA |
| KAC de Kénitra                                             |     | 0-0 | 2-2 | 0-0 | 1-1 | 2-3 | 4-1 | 2-3 | 4-0  | 4-0 | 0-1  | 0-0 | 2-1 | 1-3  |
| FAR de Rabat                                               | 2-2 |     | 0-1 | 0-0 | 2-0 | 3-2 | 1-0 | 1-1 | 2-1  | 0-2 | 3-1  | 2-0 | 3-0 | 2-1  |
| Raja Club Athletic                                         | 0-1 | 1-0 |     | 2-1 | 0-0 | 0-0 | 1-1 | 2-1 | 3-0  | 0-0 | 1-0  | 4-1 | 6-0 | 1-3  |
| Wydad Athletic Club                                        | 1-2 | 1-1 | 0-0 |     | 1-1 | 2-1 | 2-1 | 3-0 | 1-1  | 3-1 | 3-1  | 2-0 | 3-0 | n/p  |
| Fath Union Sport de Rabat                                  | 0-1 | 1-1 | 1-0 | 0-0 |     | 1-1 | 1-0 | 2-2 | 0-0  | 1-0 | 0-0  | 2-1 | 4-1 | 2-0  |
| Mouloudia Club d'Oujda                                     | 2-0 | 2-1 | 0-2 | 0-1 | 1-1 |     | 2-2 | 2-2 | 3-1  | 2-0 | 3-3  | 1-0 | 1-0 | n/p  |
| Maghreb de Fès                                             | 1-0 | 1-2 | 1-0 | 0-0 | 1-2 | 3-1 |     | 2-3 | 2-1  | 2-0 | 2-0  | 3-1 | 2-2 | 1-0  |
| Racing de Casablanca                                       | 0-0 | 0-0 | 1-1 | 2-0 | 1-0 | 1-0 | 1-0 |     | 0-1  | 2-1 | 1-3  | 2-0 | 2-2 | n/p  |
| Kawkab de Marrakech                                        | 1-2 | 1-0 | 1-0 | 4-0 | 1-0 | 1-1 | 2-1 | 2-2 |      | 1-1 | 2-2  | 1-2 | 4-2 | n/p  |
| Chabab Larache                                             | 2-2 | 0-3 | 2-1 | 3-2 | 3-3 | 2-1 | 0-1 | 2-1 | 1-1  |     | 1-1  | 1-1 | 3-0 | n/p  |
| Étoile de Casablanca                                       | 0-1 | 0-2 | 0-1 | 0-1 | 3-2 | 2-2 | 0-1 | 3-1 | 1-1  | 1-1 |      | 0-1 | 3-1 | n/p  |
| Stade marocain                                             | 0-1 | 0-4 | 1-1 | 0-1 | 2-1 | 1-1 | 1-0 | 3-1 | 3-0  | 2-0 | 1-2  |     | 2-2 | n/p  |
| Difaâ d'El Jadida                                          | 0-4 | 1-1 | 0-3 | 0-0 | 2-0 | 1-1 | 2-2 | 1-1 | 2-2  | 0-2 | 2-3  | 2-0 |     | 2-2  |
| Hassania d'Agadir                                          | n/p | n/p | n/p | 1-2 | 3-0 | 0-4 | 4-1 | 1-1 | 2-0  | n/p | 1-1  | 2-0 | n/p |      |
| - Victoire à domicile - Match nul - Victoire à l'extérieur |     |     |     |     |     |     |     |     |      |     |      |     |     |      |

### Finale
| Date | Équipe 1   | Résultat | Équipe 2     | Lieu       |
| ---- | ---------- | -------- | ------------ | ---------- |
| 1960 | Kénitra AC | 3 - 1    | FAR de Rabat | Casablanca |

La finale de la Division d'Honneur a lieu en 1960, à Casablanca. Le vainqueur de celle-ci est sacré champion du Maroc et de Division d'Honneur. Kénitra AC remporte finalement le championnat du Maroc, en battant les FAR de Rabat sur le score de 3 buts à 1, et remporte son 1er titre dans la compétition.

## Meilleurs Attaques
- 1- 37 buts marqués - KAC de Kénitra
- 2- 34 buts marqués - FAR de Rabat
- 3- 33 buts marqués - Hilal de Nador

## Meilleurs Défenses
- 1- 14 buts encaissés - Raja Club Athletic
- 2- 18 buts encaissés - FAR de Rabat
- 3- 20 buts encaissés - Wydad Athletic Club

## Bilan de la saison
| Championnat du Maroc de football 1959-1960                        |                              |
| Champion                                                          | KAC de Kénitra (1er titre)   |
| Coupes et trophées                                                |                              |
| Vainqueur de la Coupe du Trône 1959-1960                          | Mouloudia d'Oujda (3e titre) |
| Promotions et relégations                                         |                              |
| Promus en Championnat du Maroc de football                        | Moghreb de Tétouan           |
| Promus en Championnat du Maroc de football                        | TAS de Casablanca            |
| Relégués en Championnat du Maroc de football de deuxième division | Difaâ d'El Jadida            |
| Relégués en Championnat du Maroc de football de deuxième division | Stade Marocain               |